# Littorella
Littorella P.J.Bergius, 1768 è un genere di piante della famiglia Plantaginaceae..

## Tassonomia
Il genere comprende le seguenti specie:
- Littorella americana Fernald
- Littorella australis Griseb. ex Benth. & Hook.f.
- Littorella uniflora (L.) Asch.